# کوپروکوی
کوپروکوی (به ترکی استانبولی: Köprüköy) یک منطقهٔ مسکونی در ترکیه است که در استان ارزروم واقع شده‌است.